# Erika Fairweather
Erika Jane Fairweather (Dunedin, 31 de diciembre de 2003) es una deportista noezelandesa que compite en natación, especialista en el estilo libre.
Ganó cuatro medallas en el Campeonato Mundial de Natación, en los años 2023 y 2024, y dos medallas de plata en el Campeonato Mundial de Natación en Piscina Corta de 2022.
Participó en los Juegos Olímpicos de Tokio 2020, ocupando el octavo lugar en la prueba de 400 m libre.

## Palmarés internacional
| Campeonato Mundial                  | Campeonato Mundial    | Campeonato Mundial | Campeonato Mundial |
| Año                                 | Lugar                 | Medalla            | Prueba             |
| ----------------------------------- | --------------------- | ------------------ | ------------------ |
| 2023                                | Fukuoka (Japón)       | Medalla de bronce  | 400 m libre        |
| 2024                                | Doha (Catar)          | Medalla de oro     | 400 m libre        |
| 2024                                | Doha (Catar)          | Medalla de plata   | 200 m libre        |
| 2024                                | Doha (Catar)          | Medalla de bronce  | 800 m libre        |
| Campeonato Mundial en Piscina Corta |                       |                    |                    |
| Año                                 | Lugar                 | Medalla            | Prueba             |
| 2022                                | Melbourne (Australia) | Medalla de plata   | 400 m libre        |
| 2022                                | Melbourne (Australia) | Medalla de plata   | 800 m libre        |